# Can Rossinyol
El Can Rossinyol és un jaciment arqueològic interpretat com una estació a l'aire lliure, situada a Girona (el Gironès), inclòs a l'Inventari del Patrimoni Arqueològic i Paleontològic de Catalunya.
Es troba a la riba dreta del riu Ter, entre el barri de Pedret i el Pont Major, a la sortida de Girona en direcció a Palamós, molt a prop de "Sobre Pedret".
Va ser descobert per E. Carbonell i V. Raimundo l'any 1978. Correspon al Paleolític inferior i s'hi recolliren rierencs treballats procedents de terrasses altes del Ter, concretament una trentena de còdols tallats molt rudimentàriament, de caràcter arcaic, la major part útils obtinguts a una o dues extraccions, per la tècnica unifacial o bifacial (choppers i chopping-tools). El fet de no haver-hi localitzat instruments sobre esclat, li donen tipològicament i tecnològicament una major antiguitat, formant part de les cultures arcaiques del Ter. Tot i ser un jaciment molt proper al de "Sobre Pedret" i mantenir les condicions estratègiques d'aquest, la indústria que conté és totalment diferent, tant en matèries primeres com en tecnologia de talla i, per tant, ambdós jaciments no poden estar relacionats.